# アルシン (単位)
アルシン（ロシア語:аршин；ラテン文字転写の例:arshin) は、かつてロシアなどで使用されていた長さ（距離）の単位である。

## 概要
アルシンは、腕を横に水平に伸ばしたときの、手の中指の指先から肩までの長さである。
SIでは0.711メートルとなる。

## アルシンが用いられるロシアの慣用句
以下の慣用句は、直訳すると「自分のアルシン（尺度）で測る」となるが、転じて「自分勝手に判断、評価する」という意味で用いられる。
Мерить всех на свой аршин